# Boscs humits de Biak-Numfoor
Els boscos tropicals de Biak-Numfoor són una ecoregió de boscos tropicals humits a Indonèsia. L'ecoregió cobreix les illes de Biak, Supiori, Numfoor i diverses illes més petites, que es troben a la Badia de Cenderawasih al nord de Yapen i Nova Guinea.

## Geografia
Biak i Supiori són les illes més grans de l'ecoregió. Es troben molt juntes, separades per un canal estret i poc profund. Numfoor es troba al sud-oest de Supiori i Biak. Les illes Padaido són un grup d'illes petites al sud i al sud-est de Biak.
La geologia superficial de Biak i Supiori consisteix principalment en roques calcàries coral·lines escarpades, amb afloraments d'esquists recoberts per laves i tufs basàltics. Les elevacions més altes de l'ecoregió es troben a Supiori, on una carena de muntanyes paral·leles a la costa sud de Supiori arriba als 1.034 metres d'altitud.
Les illes són oceàniques i no formen part de la plataforma continental de Nova Guinea. El seu aïllament físic de Nova Guinea va fer que plantes i animals haguessin de travessar l'oceà per arribar a les illes, donant lloc a una flora i fauna úniques que inclouen diverses espècies endèmiques.
Políticament les illes cauen en dues regències. La Regència de Biak Numfor inclou les illes de Biak i Numfor i les illes Padaido. La Regència de Supiori cobreix Supiori, i es va escindir de Biak Numfor el 2004 per convertir-se en una regència separada.

## Clima
L'ecoregió té un clima de selva tropical.

## Flora
La vegetació original era un bosc tropical humit de fulla perenne. Els boscos són similars en estructura i composició d'espècies als boscos pluvials de les terres baixes de Nova Guinea continental. Els boscos constaven de dos tipus, boscos al·luvials a les planes i valls fluvials, i boscos de turons als vessants.
La copa dels arbres del bosc al·luvial és irregular i de diversos nivells, amb molts arbres emergents que s'eleven per sobre de la canòpia. Els boscos tenen una capa d'arbusts i herbes al sotabosc amb una varietat de palmeres, enfiladisses, epífits i falgueres. Les copes d'arbres dels boscos de turó és més baixa i més tancada que els boscos al·luvials. El sotabosc té una capa arbustiva més oberta i una capa herbàcia més densa, amb menys palmeres.
Els arbres emergents dominants a les illes inclouen Pometia pinnata i espècies de Ficus, Alstonia i Terminalia. Els arbres de copa inclouen espècies de Garcinia, Diospyros, Myristica, Maniltoa i Microcos. Al nord de Biak es troben grans rodals costaners de Calophyllum.
La palmera endèmica descoberta recentment Manjekia maturbongsii es troba als boscos de les terres baixes, entre 80 i 170 metres d'altitud, en sòls prims sobre pedra calcària.

## Fauna
L'ecoregió acull 29 espècies de mamífers. Cinc espècies són endèmiques de l'ecoregió: Petaurus biacensis, Spilocuscus wilsoni, Dobsonia emersa, Uromys boeadii, Uromys emmae. Biak i Supiori són la llar de subespècies endèmiques de l'Echymipera kalubu philipi. La rata japen (Rattus jobiensis) és gairebé endèmica, i també es troba a Yapen.
A l'ecoregió hi viuen 107 espècies d'ocells. Catorze espècies són endèmiques de l'ecoregió: Megapodius geelvinkianus, el lloro pigmeu Geelvink (Micropsitta geelvinkiana), Eos cyanogenia, Centropus chalybeus, Tanysiptera carolinae, Gerygone hypoxantha, Monarcha brehmii, Myiagra atra, Estornell cua llarga (Aplonis magna), Biak d'ull blanc (Zosterops mysorensis), Colom de la fruita Geelvink (Ptilinopus speciosus), colom imperial Geelvink (Ducula geelvinkiana) i mussol biak (Otus beccarii). L'ecoregió correspon a la zona d'aus endèmiques de les illes Geelvink.
La pitó de llavis blanc de Biak (Leiopython biakensis) és endèmica de Biak. La granota Oreophryne kapisa és endèmica de Biak i Supiori.
Les papallones endèmiques inclouen el tigre de Biak (Parantica marcia), el corb de tres punts de Biak (Euploea tripunctata) i Damias biakensis.

## Conservació i amenaces
L'any 2000, el 97% de la Regència de Biak Numfor, que inclou Biak, Numfor i les illes Padaido, tenia coberta d'arbres. 158.000 hectàrees, o el 70% de la seva superfície terrestre, eren bosc primari, i la resta eren boscos secundaris o plantacions d'arbres. L'any 2000 el 98% de Supiori tenia una coberta arbòria amb 58.500 ha, o el 87% de la seva superfície terrestre, coberta de bosc primari.
De 2001 a 2020, la Regència de Biak Numfor va perdre 15.400 ha de coberta arbòria, una disminució del 7,1% de la coberta arbòria des de l'any 2000. 3.960 ha, o el 27%, eren bosc primari humit, una disminució del 2,5% des del 2000. De 2001 a 2020 Supiori va perdre 1.300 ha de coberta arbòria, aproximadament un 2% de pèrdua des de l'any 2000. Aproximadament la meitat de la coberta arbòria perduda (572 ha) era bosc primari.

## Àrees protegides
El 20,86% de l'ecoregió es troba en àrees protegides. Les àrees protegides inclouen la Reserva Natural de Biak Utara (61,38 km²) a Biak, i la Reserva Natural de Pulau Supiori (419,9 km²) a Supiori.